# Municipio de Middle Smithfield
El municipio de Middle Smithfield  (en inglés: Middle Smithfield Township) es un municipio ubicado en el condado de Monroe en el estado estadounidense de Pensilvania. En el año 2000 tenía una población de 11.495 habitantes y una densidad poblacional de 83,5 personas por km².

## Geografía
El municipio de Middle Smithfield se encuentra ubicado en las coordenadas 41°05′00″N 74°59′35″O / 41.08333, -74.99306.

## Demografía
Según la Oficina del Censo en 2000 los ingresos medios por hogar en la localidad eran de $50,435 y los ingresos medios por familia eran $54,821. Los hombres tenían unos ingresos medios de $40,852 frente a los $27,868 para las mujeres. La renta per cápita para la localidad era de $20,235. Alrededor del 4,5% de la población estaban por debajo del umbral de pobreza.